# 강궁진
강궁진(姜弓珍, 897년~981년)은 태조 왕건을 섬긴 금주 일대의 호족이다.

## 생애
강여청(姜餘淸)의 후손이며, 금주 일대의 토호로서 태조 왕건을 도와 공을 세워 삼한벽상공신(三韓壁上功臣)에 책봉되었다.

## 가족 관계
- 아버지 : 강씨(姜氏)[1]
- 어머니 : 미상(未詳)[2]
  - 문신 : 강궁진(姜弓珍)
  - 부인 : 김해 허씨(金海許氏) 허경민(許敬敏)의 딸
    - 아들 : 강감찬(姜邯贊)
    - 며느리 : 함양 오씨(咸陽 吳氏) 오숙(吳淑)의 딸
      - 손자 : 강행경(姜行經)
      - 손자 며느리 : 미상(未詳)[3]
        - 증손자 : 강원광(姜元廣)
        - 증손자 며느리 : 미상(未詳)[4]